# Kanton Courpière
Kanton Courpière (fr. Canton de Courpière) je francouzský kanton v departementu Puy-de-Dôme v regionu Auvergne. Tvoří ho 10 obcí.

## Obce kantonu
- Aubusson-d'Auvergne
- Augerolles
- Courpière
- Olmet
- La Renaudie
- Sainte-Agathe
- Sauviat
- Sermentizon
- Vollore-Montagne
- Vollore-Ville